# 바라다 아키미
바라다 아키미(일본어: 茨田 陽生, 1991년 5월 30일 ~ )는 일본의 축구 선수로 현재 J1리그의 쇼난 벨마레에서 미드필더로 활약하고 있다.

## 구단 경력
그는 2009년부터 J리그의 가시와 레이솔, 오미야 아르디자, 쇼난 벨마레에서 뛰었다.

## 대회 성적

### 클럽
가시와 레이솔
- J1리그 : 우승 (2011), 4위 (2014)
- J2리그 : 우승 (2010)
- J리그컵 : 우승 (2013), 4강 (2012, 2014)
- 천황배 : 우승 (2012), 4강 (2015)
- AFC 챔피언스리그 엘리트 : 4강 (2013)
- FIFA 클럽 월드컵 : 4위 (2011)
- 수루가 은행 챔피언십 : 우승 (2014)
- 일본 슈퍼컵 : 우승 (2012)